# Stanley (Tasmania)
Stanley – miasto w Australii, na północno–zachodnim wybrzeżu Tasmanii, nad Cieśninią Bassa, ośrodek turystyczny. W 2016 liczył 553 mieszkańców.
Miejscowość u podnóża wulkanicznego wzniesienia nek, zasiedlono w 1830. W 2016 kręcono tu film Światło między oceanami.
Urodzeni w Stanley:
- Joseph Lyons (1879)
- Bill Mollison (1928)